# Tchořovice (tvrz)
Tchořovice jsou tvrz přestavěná na sýpku ve stejnojmenné obci v okrese Strakonice. Opevněné sídlo si ve vesnici postavili ve čtrnáctém století příslušníci vladyckého rodu z Tchořovic. Tvrz, okolo poloviny šestnáctého století přestavěná v renesančním slohu, sloužila jako panské sídlo do poloviny sedmnáctého století. Po připojení ke lnářskému panství byla nepotřebná tvrz přestavěna na sýpku. Její areál je chráněn jako kulturní památka.

## Historie
Tchořovická tvrz byla postavena ve čtrnáctém století. Jejími prvními známými majiteli byli vladykové Jan z Tchořovic připomínaný roku 1372 a Jodok z Tchořovic (1389). Jejich nástupcem se stal Beneš z Tchořovic uváděný v letech 1393–1400 jako spolupatron kocelovického kostela svatého Bartoloměje. Později Tchořovice nejspíše prodal.
Vesnici před rokem 1409 koupil Vilém z Vartenberka a ze Zvířetic. Přestože na tchořovické tvrzi sídlil, zřídil zde úřad purkrabího, který vykonával jakýsi Marš. V období 1432–1454 na tvrzi žil Petr z Vartenberka (podle Augusta Sedláčka zemřel už roku 1446) a po něm vdova Eliška až do roku 1468. O statek se však roku 1454 musela soudit s Petrem Zmrzlíkem ze Svojšína, který tvrz násilně obsadil. Podle rozsudku zemského soudu jí musel statek vrátit.
V období 1473–1489 byl majitelem Tchořovic Jan starší z Běšin, ale před rokem 1495 je koupil Bohuslav Muchek z Bukova, jehož potomkům patřily až do roku 1653. Po Bohuslavovi následoval Jiří (1517) a po něm bratři Oldřich a Václav Muchkovi z Bukova. Oldřich bydlel ve tvrzi, zatímco Václav nebo jeho synové si v Tchořovicích postavili nové sídlo zvané Nový dům. Zřejmě v té době proběhla renesanční přestavba tvrze. Oldřichovým synem snad byl Volf z Bukova, jehož synům Janovi a Jiřímu Nový dům patřil roku 1569. Jiřího syn Oldřich zemřel roku 1587 při souboji s Kryštofem Chanovským z Dlouhé Vsi. Oldřichovou smrtí vymřela jeho rodová větev a část Tchořovic s dvorem po něm roku 1617 patřila ke lnářskému panství.
Volf Muchek z Bukova zemřel roku 1588. S manželkou Kateřinou z Drahobuze měl syny Smila a Adama. Adam roku 1592 při souboji v Škvořeticích bodnutím zranil Vojslava z Branišova. Smil vlastnil díl Tchořovic sám nejméně do roku 1629, zatímco Adam žádný majetek neměl. Po Smilovi v Tchořovicích následoval Volf Muchek z Bukova, který zemřel roku 1634. Zanechal po sobě syna Jana Viléma a dvě dcery, ale tchořovickou tvrz s vesnicí odkázal vdově Anně Alžbětě Muchkové z Klenového. Vdova i její děti zemřely a tchořovický statek připadl Volfovým sestrám Alžbětě, Anně a Dorotě Muchkovým z Bukova, ale Alžběta byla z dědictví vyloučena. Anna se provdala za Jáchyma Sobětického ze Sobětic a Dorota za Viléma Jindřicha ze Sobětic. Dorota zemřela roku 1645 bez závěti, a Anna proto požádala, aby byl sestřin podíl v zemských deskách přepsán na ni. Protokol o majetku měl být sepsán 28. září 1645, ale Vilém Jindřich úředníka do tvrze nevpustil. V následujících letech se však špatným hospodařením zadlužil natolik, že zemský soud roku 1653 rozhodl o prodeji tchořovického statku Adamu Matyášovi z Trauttmansdorffu. Ten v Tchořovicích nesídlil, a tvrz se dvorem, pivovarem a vesnicí byla připojena ke Lnářům. Vdova po Adamovi, Eva Johana, rozená ze Šternberka, roku 1569 Lnáře prodala Aleši Vratislavovi z Mitrovic. Když roku 1675 lnářské panství koupil Humprecht Jan Černín, byla už tchořovická tvrz přestavěná na sýpku.

## Stavební podoba
Tvrz stojí nad Hořejším rybníkem v západní části vesnice. Její areál tvoří čtyři dvoupatrové budovy postavené okolo přibližně čtvercového nádvoří. Z opevnění se na východní a severní straně dochoval pozůstatek vodního příkopu, původně napájeného z Hořejšího rybníka.
Do tvrze se vjíždí po kamenném mostě z východní strany. Na fasádách se dochovaly pozůstatky sgrafit a v průjezdu nástěnné malby. Stavební podobu budov (původně jednopatrových) ovlivnila přestavba na sýpku, ale ve zdivu se dochovaly gotické a renesanční prvky.